# Mémorial national des troupes de montagne
Le mémorial national des troupes de montagne est un monument établi à la mémoire des 150 000 soldats du corps des troupes de montagne tombés pour la France depuis sa création en 1888.
Inauguré le 17 juin 2000, il est situé à 634 mètres d’altitude, sur le mont Jalla surplombant la ville de Grenoble.

## Situation géographique
Se situant sur la pointe sud du massif de la Chartreuse sur le mont Jalla, face aux différents massifs entourant l'agglomération grenobloise comme le Vercors, l'Oisans, Belledonne et le Dévoluy ; le mémorial a par temps clair une vue directe sur le Mont Blanc.
Il se situe sur la commune de Saint-Martin-le-Vinoux, qui a fait don de ce terrain de 2 500 m2 à l'Union des troupes de montagne (d)  (UTM), qui cherchait un terrain en montagne, à l'écart du bruit et de l'agitation mais en vue directe d'une ville en développement, support majeur des activités d'échange, symbole de l'avenir.
Dominant d'un belvédère la Bastille et la ville de Grenoble qui fut nommée en 1944 Compagnon de la Libération par le gouvernement provisoire du Général de Gaulle, pour récompenser cette « ville héroïque à la pointe de la résistance française et du combat pour la libération », le mémorial flanqué de deux petites falaises culmine à 635 mètres d'altitude, 420 m au dessus de Grenoble, sur une ligne de crête pratiquement horizontale.
Le mémorial est accessible à pied en trente minutes depuis le site de la Bastille où s'est installé en 2009 le Musée des troupes de montagne, depuis le Mas Caché, et en une heure quarante-cinq par le GR 9 depuis le col de Vence situé sur la route reliant Grenoble au Sappey.

## Description du site

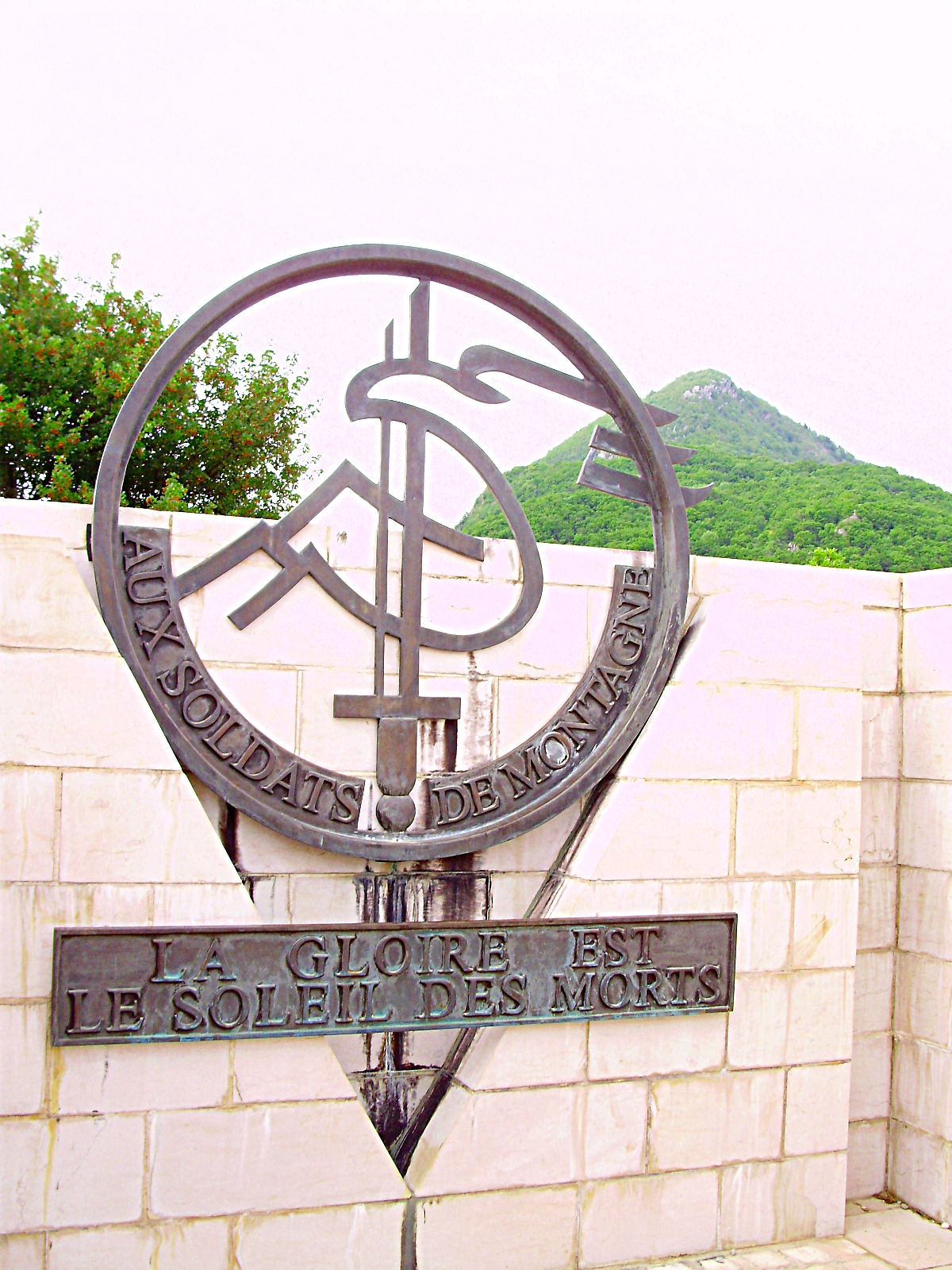
Insigne de l'union des troupes de montagne située sur la murette nord du mémorial

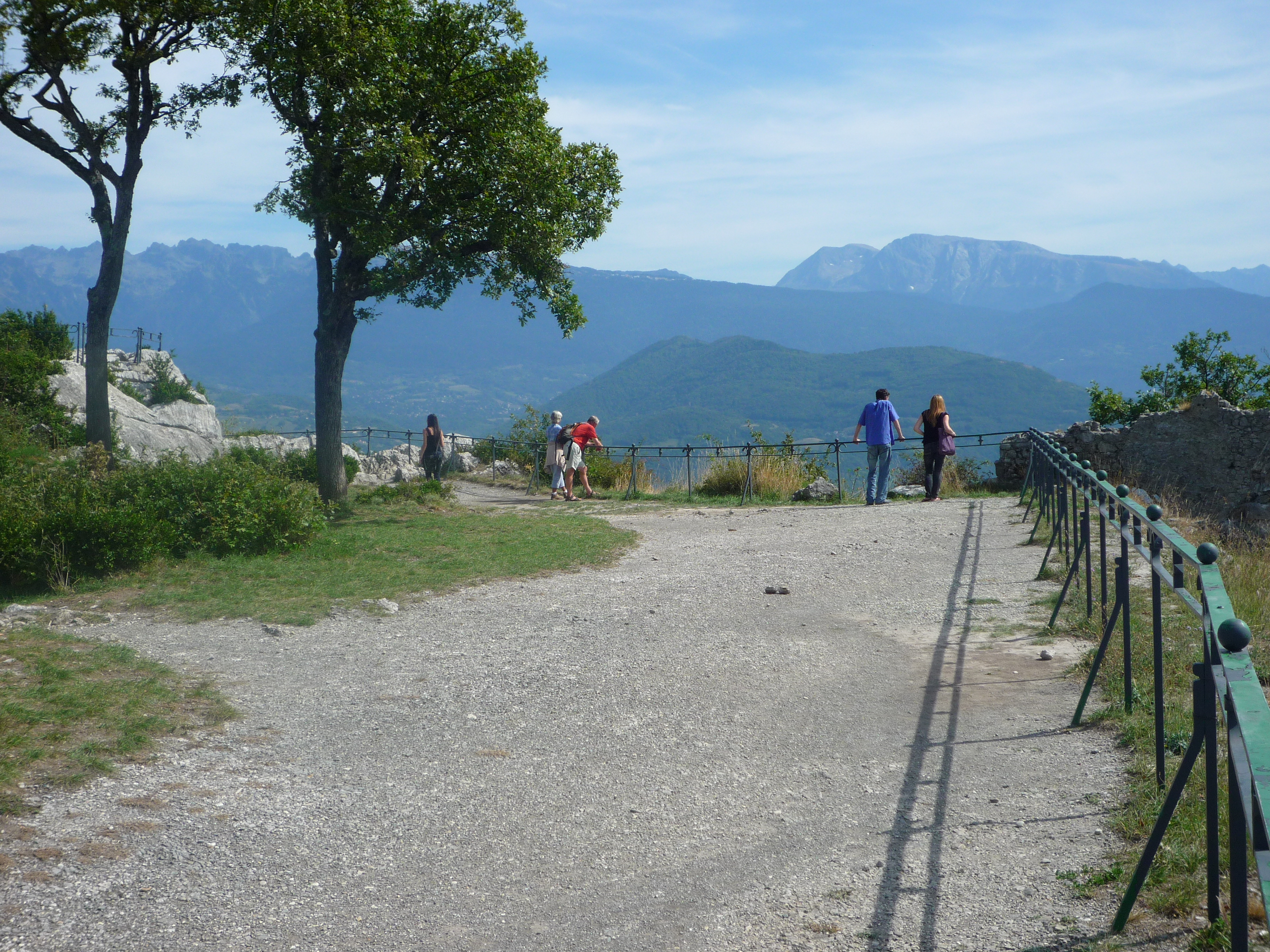
Belvédère du mont Jalla

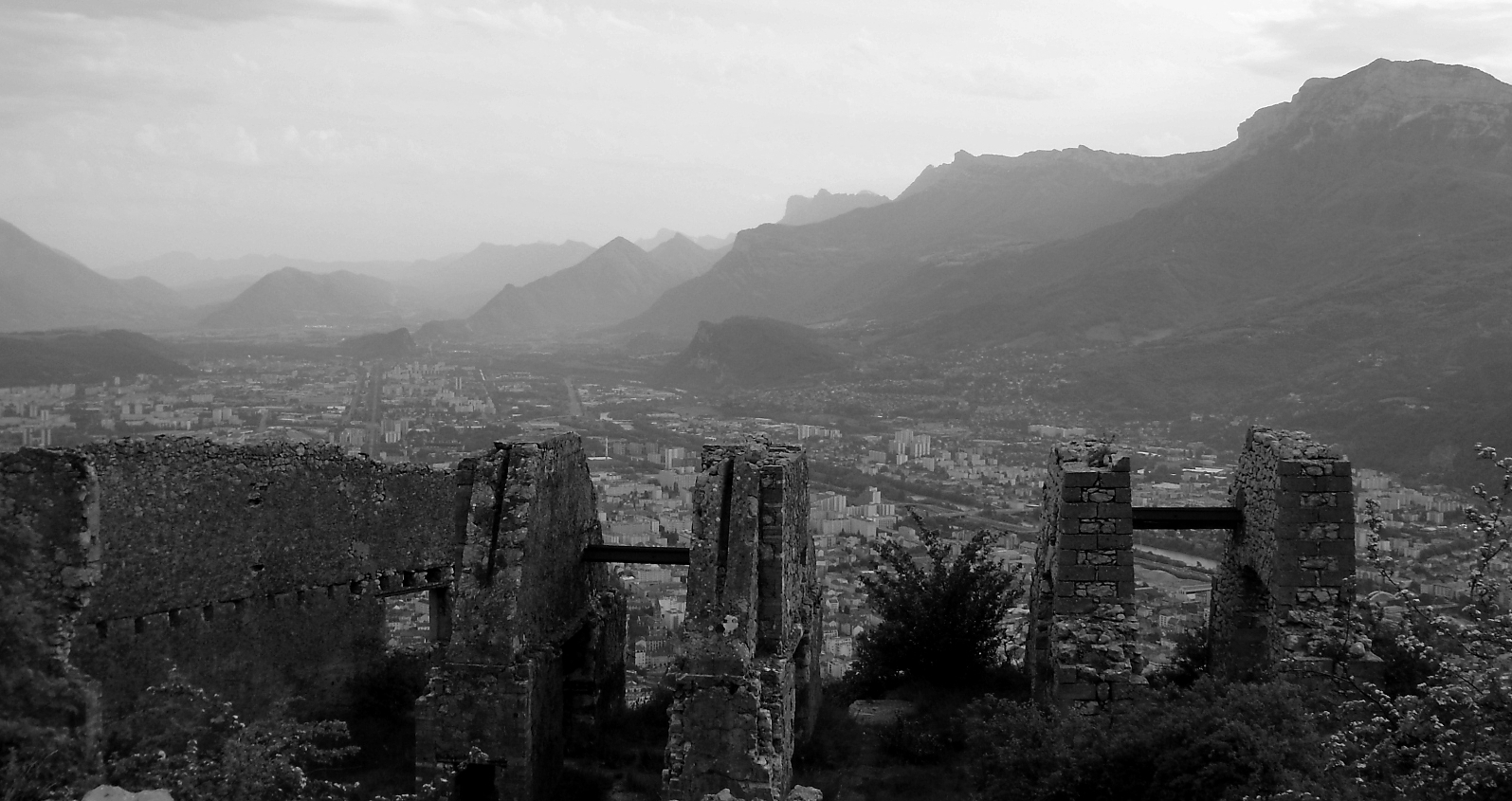
Ruines du téléphérique Vicat

Cet endroit est à la fois un lieu de recueillement, de mémoire et de tradition et une référence culturelle. À l'entrée du site quatre plaques d'acier massif portent l'inscription  « paix - amitié » en allemand, en anglais, en français et en italien.
Le mémorial est simple et sobre, il a des dimensions modestes et fut construit à partir de pierres calcaires découpées. Le mur central dit « mur de la mémoire » supporte les 18 plaques rappelant les noms des campagnes auxquelles les troupes de montagnes ont participé comme la campagne d'Italie (1943-1945), la Première bataille des Alpes, la campagne de Tunisie... La murette nord, porte elle l'insigne de l'union des troupes de montagne sous laquelle est gravé « La gloire est le soleil des morts », citation d'Honoré de Balzac dans La recherche de l'absolu. Sur le flanc est se trouve le « mur du souvenir » qui est voué à la reconnaissance et à la fidélité envers ceux qui ont mérité de rester présents dans les mémoires, individuellement ou collectivement.
La ruine ouest quant à elle retrace à l'aide de panneaux, l'historique des troupes de montagne depuis leur création en 1888 jusqu'à nos jours. Tout comme la casemate, cette ruine est un vestige de l'exploitation de carrières à ciment prompt par la société iséroise Vicat qui au XIXe siècle, avait installé à cet emplacement un téléphérique industriel afin d'exploiter le chantier de pierre à prompt du mont Jalla.
L'exploitation du site et du téléphérique a maintenant cessé depuis des décennies mais a laissé en contrebas immédiat du mémorial des murs et des piliers à l'état de ruine, dont certains éléments, importants, restent visibles de la vallée. De nos jours l'usine de Saint-Martin-le-Vinoux est toujours en activité mais les pierres extraites sont envoyées à la cimenterie de Saint-Égrève.
Une autre curiosité se trouve au pied de la falaise où est encastré l'un des deux blocs de granite breton provenant d'un phare de l'Île de Sein détruit en 1944 par l'armée d'occupation, car jugé trop éclairant. Avec le premier bloc installé à l'entrée du jardin des Dauphins de Grenoble, ils furent offerts à la ville de Grenoble en 1997, dans le cadre des échanges entre villes « compagnons de la Libération ».